# Defenesztráció (számítástechnika)
A defenesztráció a számítógépes szlengben kifejezés arra, amikor valaki a  Microsoft Windowsról Linuxra vagy más operációs rendszerre vált. 
A kifejezés állítólag az 1990-es évekből, a Helsinki Egyetemről származik. A windows 95 idején terjedt, annak bizonyos javíthatatlan hibái miatt.
A kifejezést a Microsoft bizonyos monopóliumai ellen folytatott bírósági eljárások kommentálására is használták.